# 李金早
李 金早（り きんそう、リー・ジンザオ、1958年1月 - ）は、中華人民共和国の官僚、政治家。湖北省仙桃市出身。中国共産党16大、17大、19大代表、第9、10、11期全国人民代表大会代表、中国人民政治協商会議第13期全国委員会常務委員。

## 経歴
1958年1月、湖北省仙桃市で生まれる。1976年2月に中国共産党入党。1978年12月に中南財経政法大学農業経済学専攻を卒業。母校である中南財経政法大学に採用され、農業経済系にて講師に就任した。1984年12月武漢大学にて斑岩モリブデン世界経済で修士の学位取得。同年、国家財政部財政研究所に入局。1988年10月、中国社会科学院研究生院にて博士（政治経済学）号を取得。1988年10月に中華人民共和国国家計画委員会体改法規司へ入庁した。以後、主任科員、経済体制処副処長、綜合処処長を歴任した。
1996年8月、広西チワン族自治区桂林市副市長に転出。桂林市高新開発区委員会書記、管理委員会主任、七星区委書記を兼ねています。1998年10月、桂林市党委副書記、市長に就任。2001年12月、桂林市党委書記に昇格。2003年4月、広西チワン族自治区発展改革委員会主任、党組書記に就任。同年9月には同自治区人民政府副主席を兼務する。2008年1月、同自治区人民政府常務副主席に昇格。 
2011年10月、中央に移り、商務部副部長（次官）に就任。2014年10月、中華人民共和国国家観光局党組書記、局長に任命。2018年3月、国家観光局は新たに設立された中華人民共和国文化観光部に組み入れられました。李金早は党組副書記、副部長を担当しています。
2020年7月29日、李金早は深刻な紀律違反の疑いがあり、中央紀律委員会国家監督委員会の紀律審査と監察調査を受けた。